# Нир-Элияху
Нир-Элияху (ивр. נִיר אֵלִיָּהוּ‎) — кибуц в районе равнины Шарон в Израиле. Расположен к северо-востоку от Кфар-Сабы. Административно кибуц относится к региональному совету «Дром-ха-Шарон». В 2020 году население кибуца составляло 729 человека.

## История
Нир-Элияху был основан в 1950 году и назван в честь главного архитектора Хаганы Элияху Голомба.
В 2005 году вышел фильм «Сладкая грязь» (ивр. אדמה משוגעת‎), который был снят в Нир-Элияху и Рухаме.

## Экономика
В 1973 году в кибуце бвла основана фабрика «Пластнир» по производству гибкого полиэтилена для специализированных пленок для ламинирования, пленок для автоматической упаковки, термоусадочных пленок с печатью и обычной сортировкой, пакетов в рулоне, сверхпрочных пакетов, пакетов высокой и низкой плотности, хозяйственных сумок, пакетов для товаров первой необходимости и рукавов для бананов садоводы. Пленки и пакеты продаются крупным розничным сетям в Израиле, Европе и Соединённых Штатах, а также многим промышленным организациям в Израиле.
В Нир-Элияху находится одна из израильских станций очистки сточных вод. В настоящее время завод перерабатывает сточные воды из кибуцев, мошавов и городов региона, включая Калькилию.

## Население
По данным Центрального статистического бюро Израиля, население на начало 2020 года составляло 729 человек.